# Ceratolasma tricantha
Genre
Espèce
Ceratolasma tricantha, unique représentant du genre Ceratolasma, est une espèce d'opilions dyspnois de la famille des Ischyropsalididae.

## Distribution
Cette espèce est endémique des États-Unis. Elle se rencontre dans l'Ouest de l'Oregon et dans le Nord-Ouest de la Californie.

## Description

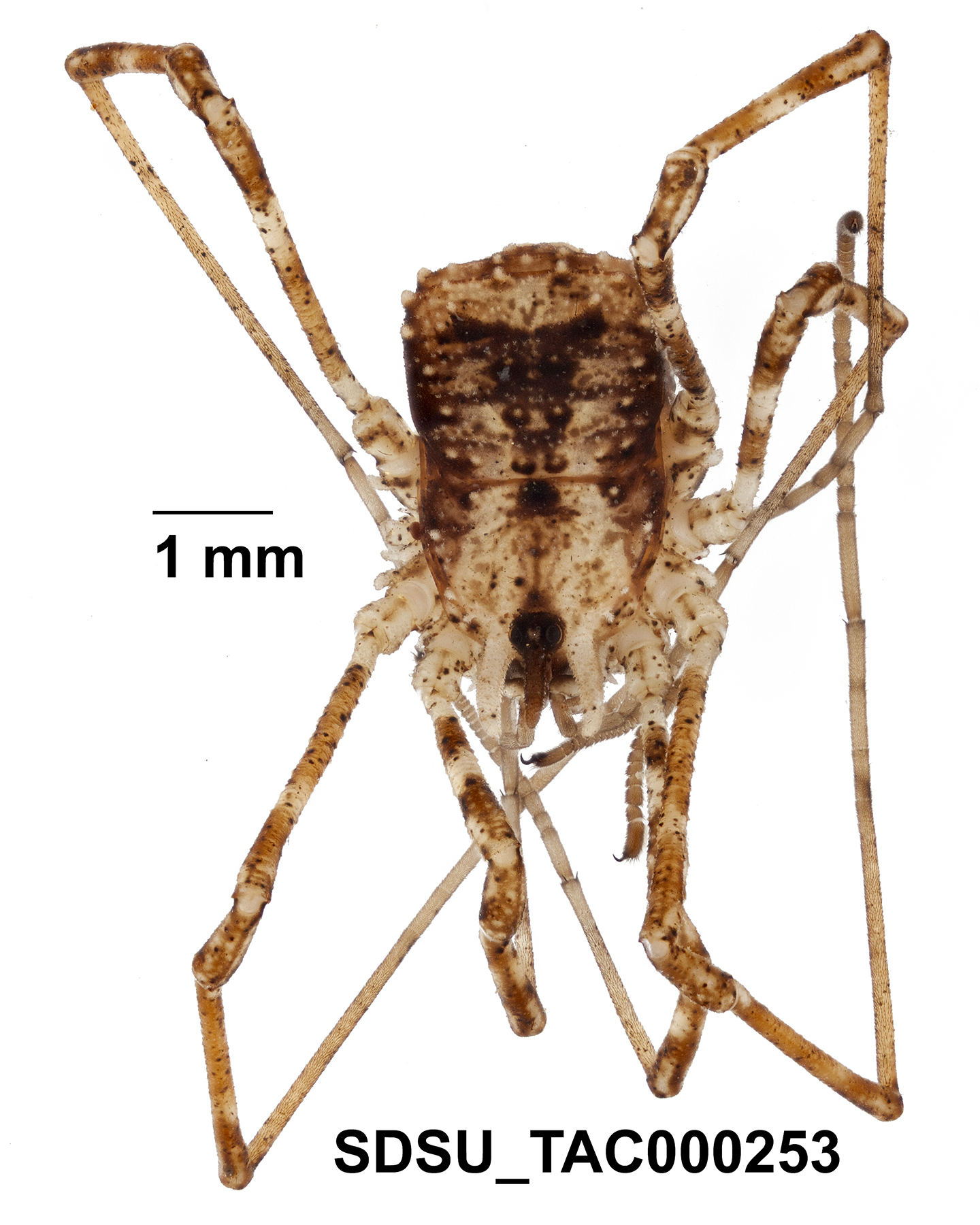
Ceratolasma tricantha ♂

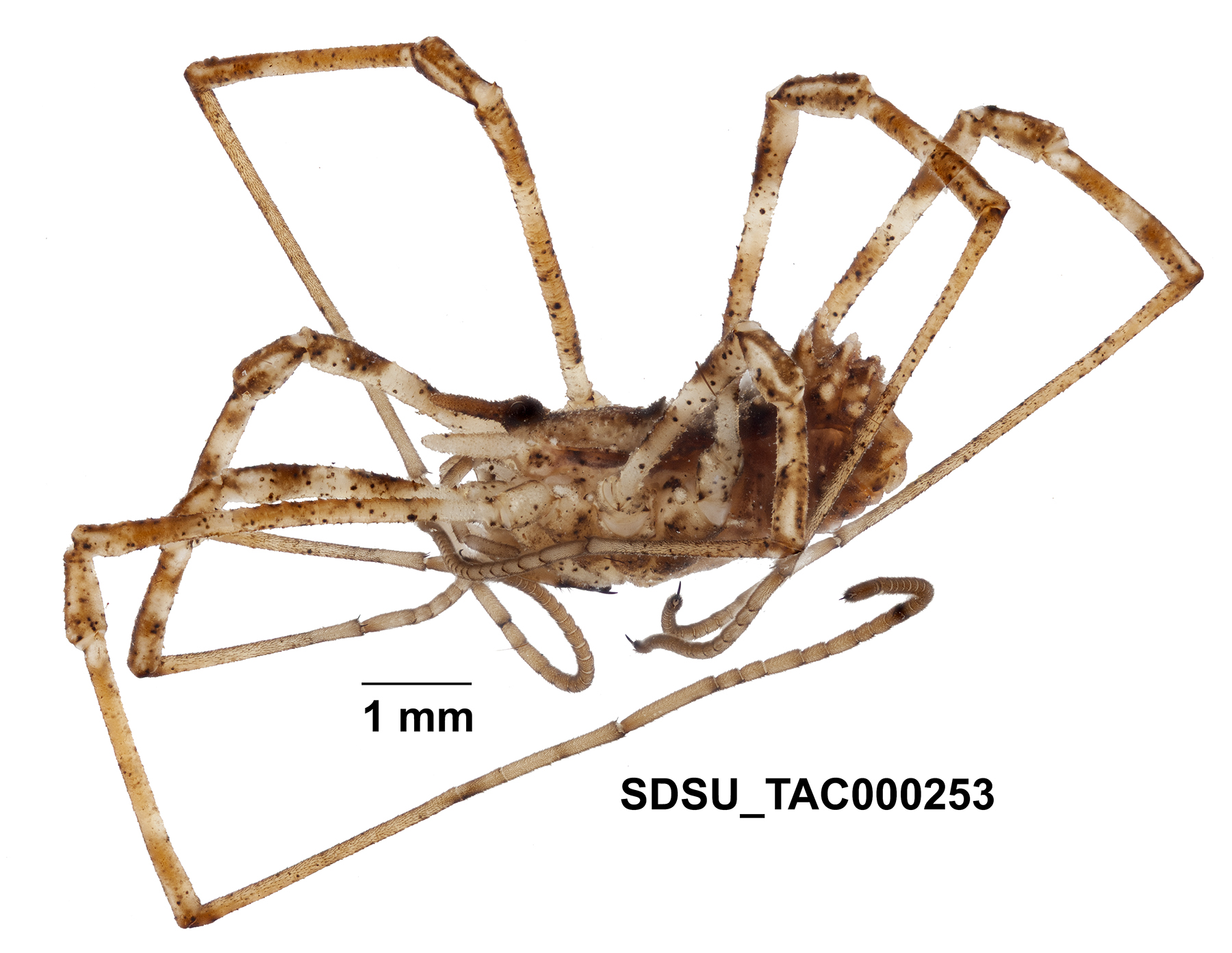
Ceratolasma tricantha ♂

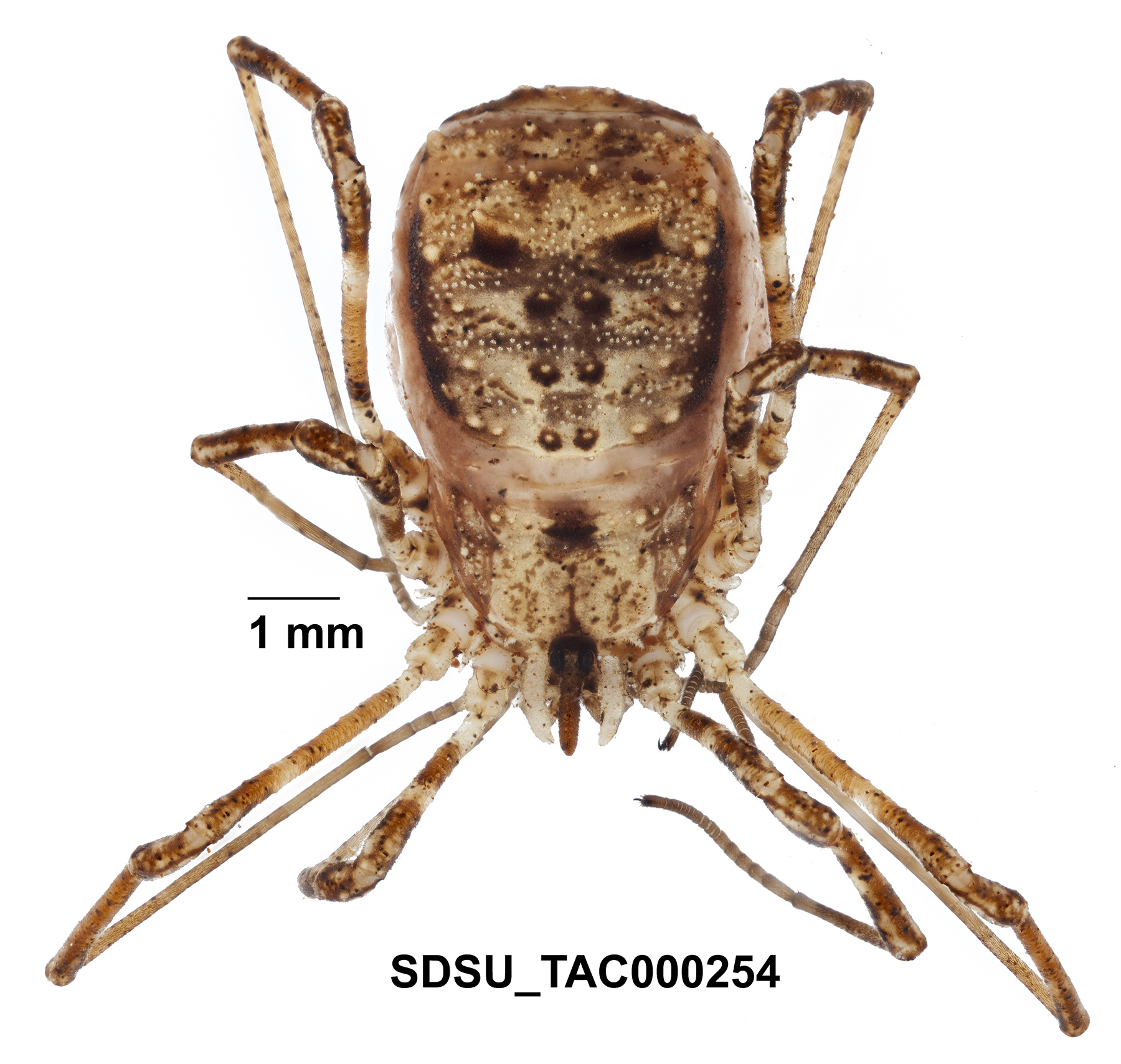
Ceratolasma tricantha ♀

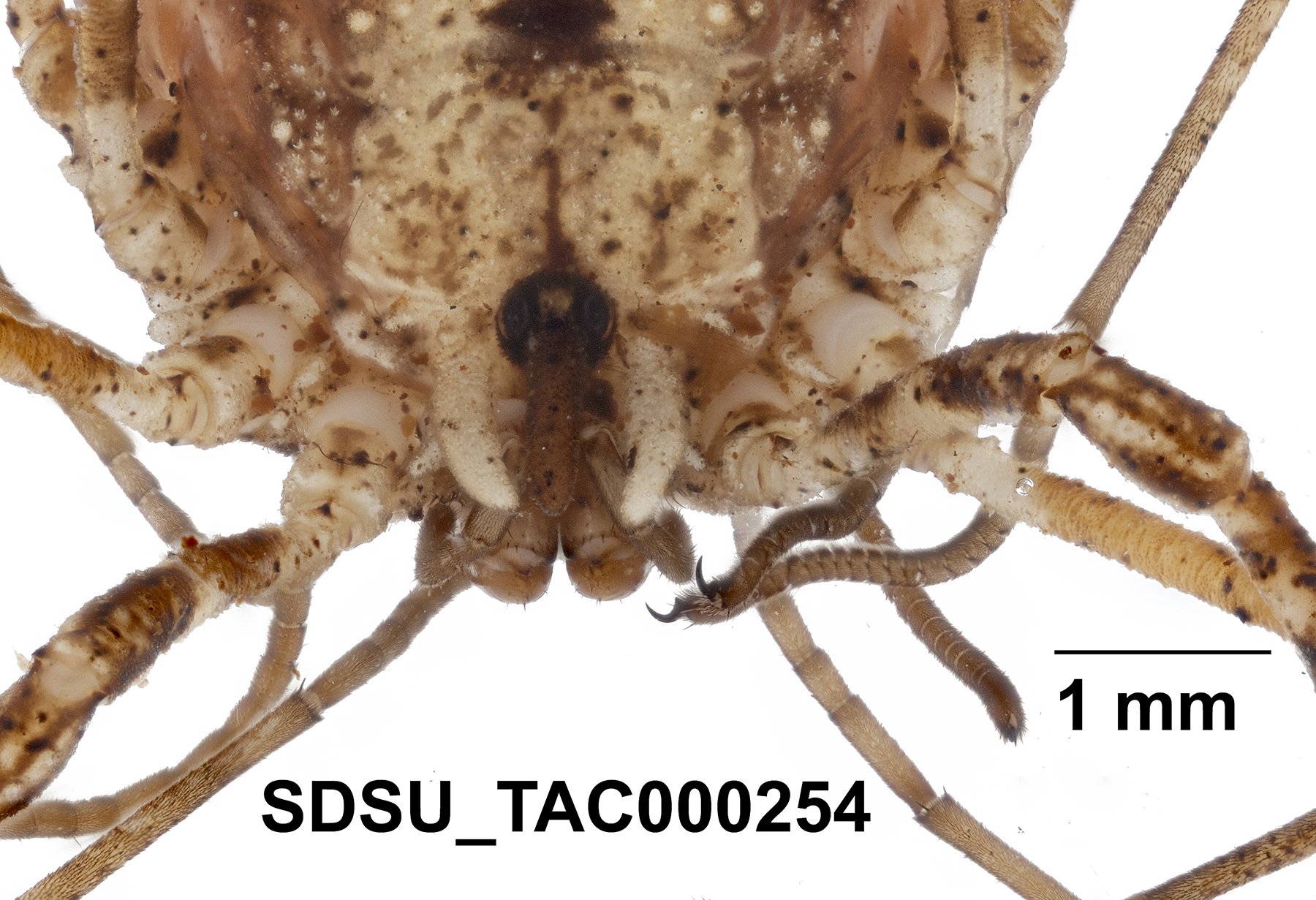
Ceratolasma tricantha ♀

La femelle holotype mesure 5,4 mm.
Le mâle décrit par Gruber en 1978 mesure 4,76 mm et la femelle 6,39 mm.

## Publication originale
- Goodnight & Goodnight, 1942 : « New American Phalangida. » American Museum Novitates, no 1164, p. 1–4 (texte intégral).